# James E. Webb
Pour les articles homonymes, voir James Webb.
James Edwin Webb (7 octobre 1906 - 27 mars 1992) est le deuxième administrateur de la NASA, du 14 février 1961 au 7 octobre 1968.
Durant les vingt-cinq premières années de sa vie professionnelle, il fait carrière sous l'étiquette démocrate dans les hautes sphères de l'administration publique américaine. Il est choisi en 1961 par Lyndon B. Johnson pour occuper le poste d'administrateur de l'agence spatiale fondée peu de temps avant et qui doit relever les défis de la course à l'espace. Il joue un rôle essentiel dans la réussite du programme Apollo grâce à ses talents d'organisateur et sa connaissance des rouages administratifs et politiques. Il se retire en 1968 peu avant le premier vol habité du programme Apollo. Il démissionne de son poste lorsque le président Lyndon Johnson, dont il était proche, annonce qu'il ne se représenterait pas.
Le télescope spatial James-Webb (ou JWST), lancé le 25 décembre 2021 par la NASA, l'Agence spatiale européenne et l'Agence spatiale canadienne sur lanceur Ariane 5, est nommé en hommage à sa personne.

## Biographie

### Jeunesse
Son père est surintendant des écoles du comté de Granville. James E. Webb est diplômé de l'Université de Caroline du Nord à Chapel Hill. Il étudie le droit à l'université George-Washington.

### Formation
James Edwin Webb naît le 7 octobre 1906 à Tally Ho en Caroline du Nord. Son père est inspecteur des écoles. Webb fait ses études supérieures à l'université de Caroline du Nord à Chapel Hill, où il décroche une licence en éducation en 1928. De 1930 à 1932, il sert en tant que pilote d'avion avec le rang de sous-lieutenant dans les Marines. Il étudie le droit à l'université George-Washington de 1934 à 1936 et est admis au barreau du district de Columbia en 1936. Il épouse Patsy Aiken Douglas dont il a eu deux enfants : Sarah Gorham et James Edwin Junior.

### Carrière dans l'administration publique
Sous l'étiquette démocrate, James E. Webb entame une longue carrière dans l'administration publique en tant que secrétaire du membre du Congrès Edward W. Pou (en) représentant de la Caroline du Nord de 1932 à 1934. Il est par la suite assistant du procureur et ancien gouverneur de Caroline du Nord Oliver Max Gardner (en) entre 1934 et 1936. En 1936, il est nommé directeur du personnel, puis vice-président de la société Sperry Corporation à Brooklyn (New York). En 1944, il réintègre le corps des Marines pour servir dans le cadre de la Seconde Guerre mondiale. À la fin de la guerre, il retourne à Washington en tant que chef de cabinet de O. Max Gardner à l'époque sous-secrétaire du Trésor avant d'être nommé directeur du bureau du budget au Bureau Exécutif du Président des États-Unis poste qu'il occupe jusqu'en 1949. Il est nommé sous-secrétaire d’État en 1949 par le président Harry S. Truman poste qu'il occupe jusqu'à la fin de l'administration Truman en 1953. Il quitte alors Washington pour travailler dans la société Kerr-McGee à Oklahoma City dans l'état d'Oklahoma.

### Administrateur de la NASA
James E. Webb est choisi le 13 février 1961 par le vice-président démocrate Lyndon B. Johnson de la nouvelle administration Kennedy pour diriger l'agence spatiale de la NASA qui a été créée en 1958 pour prendre en charge l'ensemble de l'activité spatiale civile en pleine expansion depuis le lancement de Spoutnik. Le président Kennedy annonce le 25 mai 1961, lors du Special Message to the Congress on Urgent National Needs, le lancement du programme Apollo. L'objectif assigné à la NASA est de débarquer un homme sur la Lune avant la fin de la décennie. À la date du discours, l'agence n'a pas encore envoyé une mission habitée en orbite. Le défi est à la fois organisationnel, financier et technique. Tout au long de son mandat, James Webb va manœuvrer à Washington et utiliser différents artifices pour aplanir les difficultés notamment financières susceptibles d'entraver le projet en utilisant sa profonde connaissance des rouages de l'administration de Washington et en construisant un réseau de soutien au sein de la classe politique. Lorsque la tragédie d'Apollo 1 (janvier 1967) frappe, il demande au président Johnson de diriger la commission d'enquête en promettant de faire toute la lumière sur les origines de l'incident et ses responsables et d'appliquer les mesures adéquates pour remettre le programme sur les rails. Bien que directement mis en cause par les résultats de l'enquête, il réussit à détourner en grande partie l’opprobre de l'agence et de l'administration Johnson. Il quitte son poste en octobre 1968 peu de temps avant la première mission réussie du programme Apollo lorsque le président Johnson décide de ne pas se représenter pour un deuxième mandat.

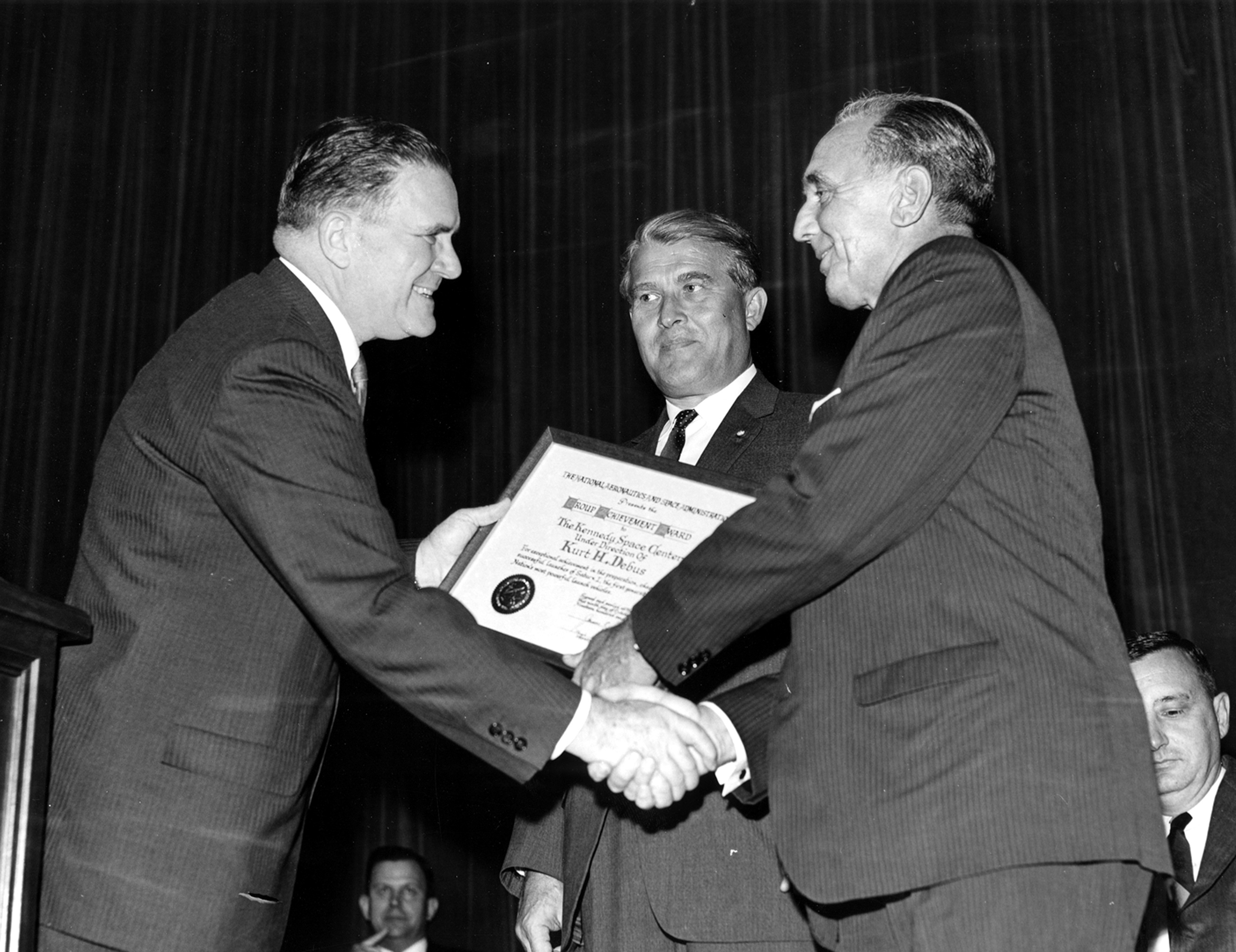
Avec le Dr Debus, responsable du centre spatial Kennedy et Wernher von Braun (octobre 1964).
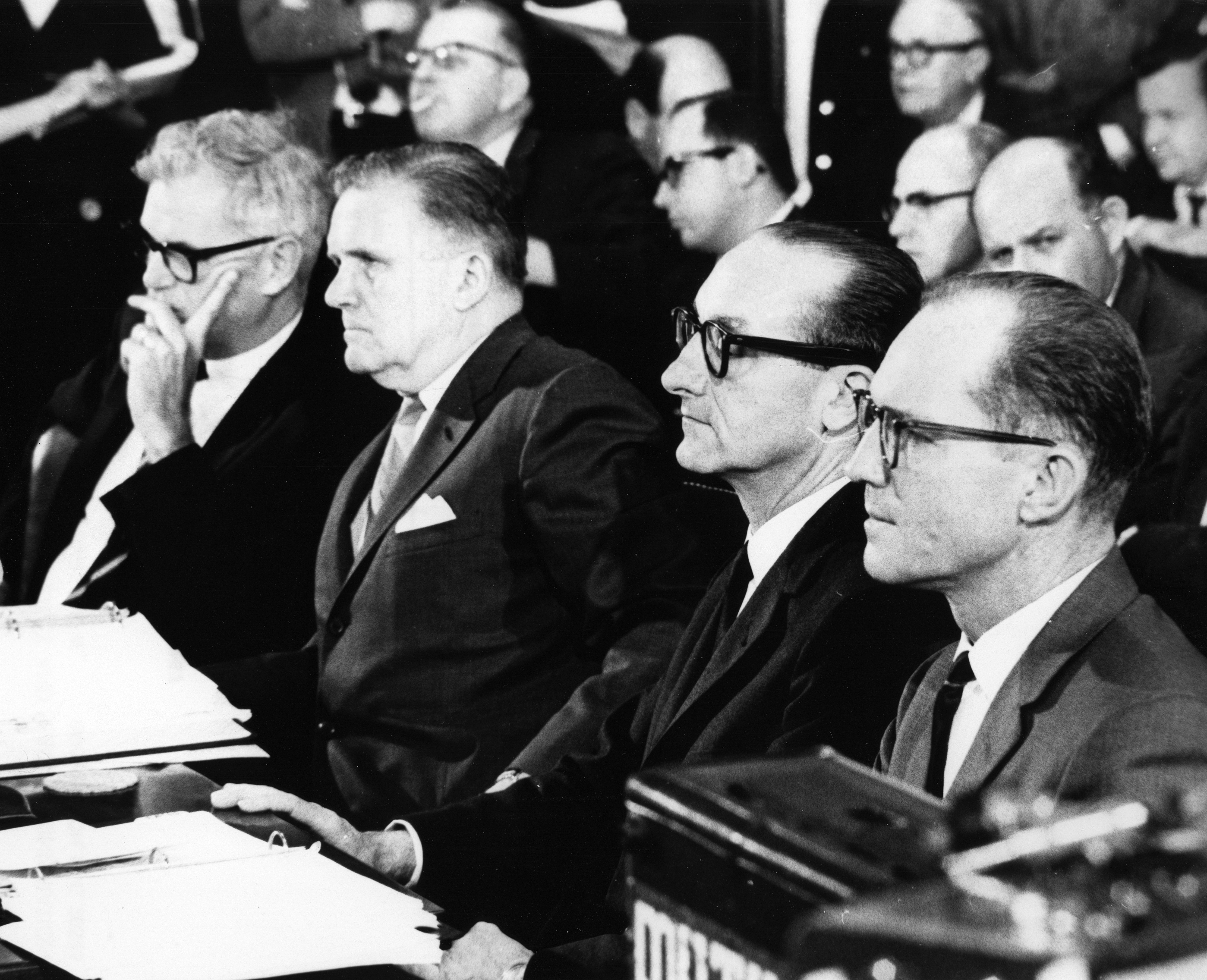
Sur le banc des témoins lors d'une des auditions devant le Sénat à la suite de l'accident d'Apollo 1 (mai 1967).
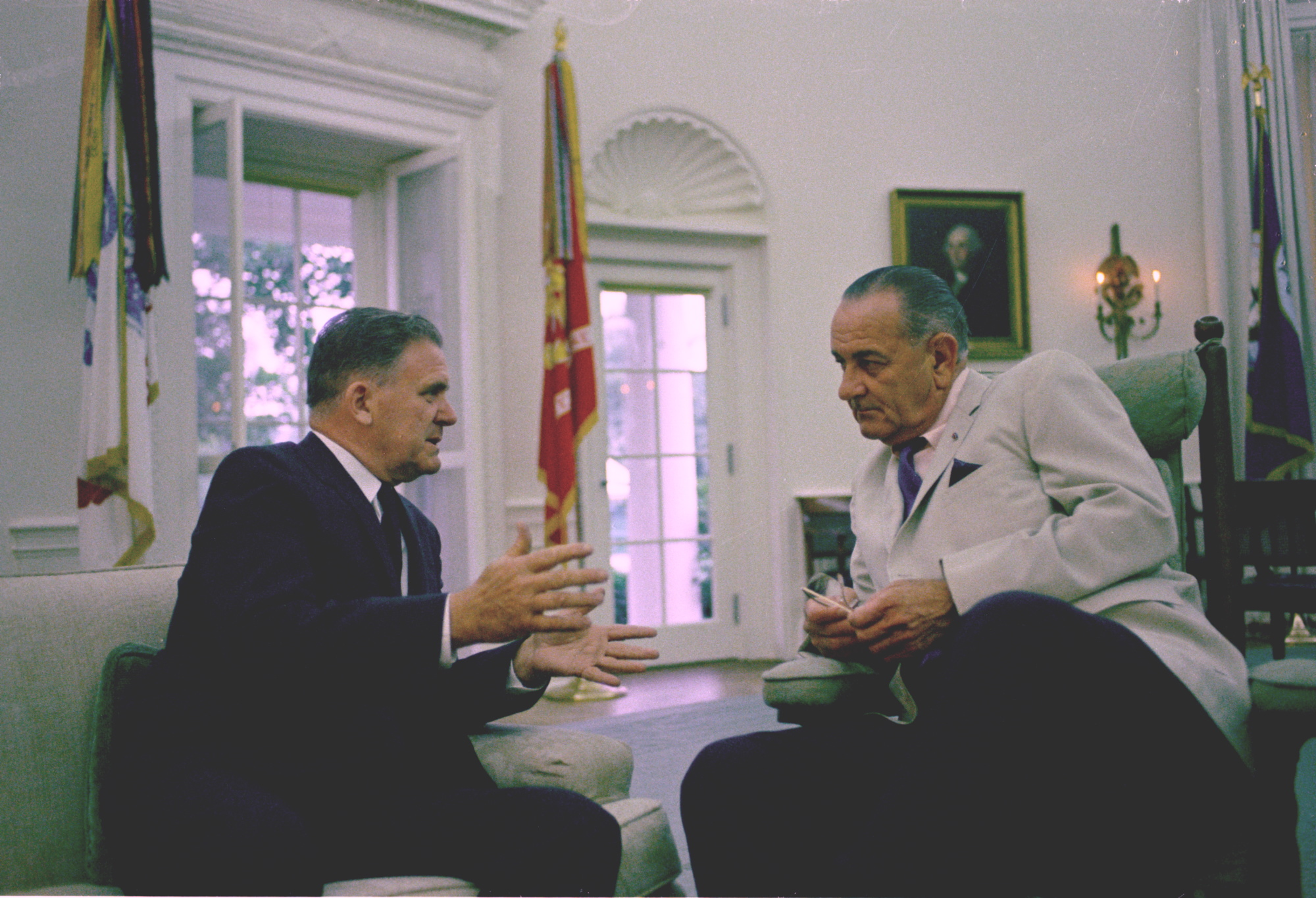
James Webb avec le président Johnson (juillet 1967).

### Fin de vie
Après son départ, James Webb demeure à Washington, où il siège dans différents comités et occupe le poste de régent de la Smithsonian Institution. Il meurt en mars 1992 et est enterré au cimetière national d'Arlington.

## Hommage
En septembre 2002, le télescope spatial qui doit prendre la suite du télescope Hubble est baptisé par la NASA James Webb Space Telescope (JWST), pour honorer son rôle dans le succès du programme Apollo.

### Polémique autour du nommage du télescope spatial James Webb
En mai 2021, une pétition signée par 1 200 personnes dont au moins quatre astronomes vient contester l'hommage ainsi rendu car on reproche à James Webb sa participation, en tant que sous-secrétaire d'État dans le gouvernement Truman entre 1949 et 1952, à la peur violette, soit la chasse aux employés homosexuels de l'administration américaine ainsi que l'exclusion d'un salarié de la NASA sous sa direction. La NASA répond en octobre avoir effectué des recherches approfondies sur le sujet dans ses archives et dans celles du gouvernement et n'avoir pas trouvé de motif pour changer l'appellation du télescope spatial. Webb est en réalité confondu avec John Emil Peurifoy, « sous-secrétaire », non nommé dans un livre servant de référence à toute la polémique.